# Pterolophia conformis
Pterolophia conformis là một loài bọ cánh cứng trong họ Cerambycidae.